# Come si svegliano le principesse
Come si svegliano le principesse (Jak se budí princezny), trasmesso anche in televisione con il titolo Bella addormentata, è un film fantastico del 1977, uscito il 1º marzo 1978, diretto da Vaclav Vorlíček e ispirato alla fiaba de La bella addormentata nelle versioni dei Fratelli Grimm e di Charles Perrault.
Venne prodotto dai Barrandov Studios come parte di una serie di pellicole tratte da fiabe, sulla scia del successo ottenuto con Cenerentola (1973) e La piccola ninfa di mare (1976), al quale seguirono Giulia e il mostro (1978) e Il principe e la stella della sera (1979).

## Trama
La strega Melania, la cattiva sorella invidiosa della Regina Elisa, scaglia sulla nipotina appena nata una terribile maledizione. 
All'età di diciassette anni la Principessa Rosa viene chiesta in sposa dall'arrogante e vanesio Principe Giorgio, sebbene lei sia innamorata di Jaroslav, il fratello minore del principe. Un giorno Melania riesce con l'inganno a far pungere la principessa con un mazzo di rose spinoso, ed ecco che il maleficio si compie. Rosa cade addormentata e con lei tutta la corte. Jaroslav, dovrà quindi superare svariati ostacoli aiutato del fedele servo Matej, per introdursi nel castello ricoperto di spine. Il giovane riesce infine a ridestare la principessa con un bacio.

## Produzione
Un totale di cinque castelli fecero da scenografia al film. Gli esterni di Pernštejn vennero scelti come castello per la principessa, mentre per le riprese ravvicinate delle mura furono utilizzati il Castello di Křivoklát e Telč. Al castello di Roštejn vennero girati gli interni del castello dei genitori del principe Jaroslav. Appaiono inoltre come dimora della strega Melania le rovine di Orlík ad Humpolec. La lotta con l'orso venne invece giarata a Konopiště. 

## Influenza culturale
Pur non raggiungendo la fama di Cenerentola, il film riscosse comunque un buon successo in Cecoslovacchia e in Germania, in cui gode tuttora di notorietà. Venendo spesso trasmesso dalle reti tedesche in primavera o in estate, in linea con l'ambientazione primaverile della pellicola.

## Distribuzione

### Date di uscita e titoli internazionali
- 1º marzo 1978 in Cecoslovacchia (Jak se budí princezny)
- 1979 in Francia (Strasbourg Film Festival) (Comment on réveille les princesses)
- maggio 1979 in Polonia (Jak się budzi królewny)

- 8 e 9 gennaio 1980 (prima TV in due puntate) / 11 aprile 1981 (cinema) in Germania Ovest (Wie man Dornröschen wachküßt)

- 14 marzo in Germania Est (Wie man Prinzessinnen weckt)
- 5 novembre in Unione Sovietica (Как разбудить принцессу)
- giugno 1982 in Italia (Come si svegliano le principesse)